# Estación de Cantón Este
La estación de ferrocarril de Guangzhoudong (Cantón Este) (en chino simplificado, 广州东站), también conocida por su anterior nombre de estación Tianhe (en chino, 天河站; pinyin, Tiānhé Zhàn; jyutping, tin1ho4 zaam6) es una estación de ferrocarril de la ciudad china de Guangzhou, ubicada en el distrito Tianhe de la ciudad.
Las estaciones de ferrocarril, metro y terminal de autobuses están interconectadas como un complejo de estación única. Hay un punto de control de inmigración dentro de la estación para los pasajeros del ferrocarril interurbano Guangzhou–Kowloon que viajan hacia y desde Hong Kong.

## Metro de Cantón
La estación cuenta con un intercambiador entre las líneas 1 y 3 del Metro de Cantón. Se encuentra en el metro de la estación de trenes de China en Linhe Zhonglu (chino: 林 和 中路), distrito de Tianhe. Inició operaciones el 28 de junio de 1999 (sección de la línea 1) y el 26 de diciembre de 2005 (sección de la línea 3) respectivamente.